# Estarreja
Estarreja is een plaats en gemeente in het Portugese district Aveiro.
De gemeente heeft een totale oppervlakte van 108 km² en telde 28.182 inwoners in 2001.
Een WHO-rapport uit 2018 noemt Estarreja als de plaats met de hoogste luchtvervuiling van Portugal.